# Secundaire plantenstoffen
Secundaire plantenstoffen zijn de organische verbindingen die door een plant gemaakt worden, maar geen deel uitmaken van de primaire stofwisseling; het zijn dus secundaire metabolieten. 
Secundaire plantenstoffen zijn van groot belang:
- ze vervullen in de plant een groot aantal rollen, als kleurstoffen, geurstoffen en andere signaalstoffen. Sommige  zijn gifstoffen
- er bestaat een zeer grote variatie aan secundaire plantenstoffen, zodat de studie van de samenstelling in een bepaalde plant of plantengroep veel informatie levert wat betreft onderlinge verwantschappen van de onderzochte planten. Dit vindt een toepassing in  de chemotaxonomie
- zij kunnen voor de mens dienen als onder meer geneesmiddelen of als uitgangspunt voor geneesmiddelen en parfum. Ook bepalen zij de smaak van planten, zowel van groentes, als van keukenkruiden en specerijen

Er zijn dieren die de secundaire plantenstoffen die zij binnen krijgen bij het eten van planten zelf ook weer gebruiken, bijvoorbeeld als gifstoffen.